# Lily Farhadpour
Pour les articles homonymes, voir Farhadpour.
Lili Farhadpour, née en 1961 à Téhéran (Iran), est une écrivaine, journaliste, militante des droits des femmes et actrice iranienne.

## Biographie
Lily Farhadpour suit une formation dans le domaine des sciences de la communication et du journalisme.
Elle épouse Masroor Tankabani et a un fils, Behrang Tankabani (fa), né le 3 janvier 1983, qui est le rédacteur en chef du magazine Farhang v âhang (fa) [Culture et Chanson].
Lily Farhadpour est également la directrice responsable de l'Institut "Up Art Man", une institution culturelle et artistique dont la licence appartient à Manijeh Hekmat et qui est dirigée par Pegah Ahangarani, une jeune actrice de cinéma et de télévision.
À la suite des nombreuses arrestations de militants politiques et sociaux et de journalistes après l'Achoura 2008, Laili Farhadpour est arrêtée le 21 janvier 2010. Deux semaines avant son arrestation, Behrang Tankabani a été convoqué au Tribunal révolutionnaire pour quelques explications et y a été arrêté. Son crime n'a pas été spécifiquement précisé, mais le procureur de Téhéran, expliquant l'arrestation de plusieurs autres personnes arrêtées en même temps que Laili Farhadpour, a déclaré que la raison de l'arrestation était une communication avec le Comité des journalistes des droits de l'homme. Sa date de libération a été annoncée le samedi 22 mars 2010 et elle a été libérée de la prison d'Evin en payant une caution de 90 millions de tomans,.

## Filmographie partielle

### Au cinéma
- 2020 : Le Pardon
- 2024 : My Favourite Cake

## Publications
- À la recherche d'un journal, Phoenix Publications, 2010.
- Khatt-e chahr-e metro [Quatre lignes de métro], troisième édition, Tihrān : Nashr-i T̲ālit̲, 2014  (ISBN 978-964-380-926-3)[3] Le livre attendait l'autorisation depuis quatre ans.